# 董琳 (明朝)
董琳（1427年—？），字廷瑞，浙江寧波府鄞縣人，民籍，明朝政治人物。進士出身。

## 生平
浙江鄉試第九十六名。景泰五年（1454年）甲戌科會試第十一名，殿試登進士第二甲第九十四名。

## 家族
曾祖董觀。祖父董伯莊。父亲董文信。